# Високиничі
Високиничі (рос. Высокиничи) — село в Жуковському районі Калузької області Російської Федерації.
Населення становить 1792 особи. Входить до складу муніципального утворення Село Високиничі.

## Історія
Від 2004 року входить до складу муніципального утворення Село Високиничі

## Населення
| 1939 | 2002  | 2010  |
| ---- | ----- | ----- |
| 960  | ↗1931 | ↘1792 |